# Simeon Nedjalkov
Simeon Nedjalkov fue un botánico búlgaro.

## Algunas publicaciones
- 1967. Organizacya na stopanstvoto v sm'rcovite gori = Organisation der Forstwirtschaft in den Fichtenwaeldern (Organización de la silvicultura en bosques de abetos). Sofia: 183 pp.